# Бари д'Илмад
Бари д'Илмад (фр. Barry-d'Islemade) насеље је и општина у јужној Француској у региону Миди Пирене, у департману Тарн и Гарона која припада префектури Кастелсаразен.
По подацима из 2011. године у општини је живело 866 становника, а густина насељености је износила 76,3 становника/km². Општина се простире на површини од 11,35 km². Налази се на средњој надморској висини од 90 метара (максималној 95 m, а минималној 73 m).

## Демографија
| 1962. | 1968. | 1975. | 1982. | 1990. | 1999. | 2011. |
| ----- | ----- | ----- | ----- | ----- | ----- | ----- |
| 457   | 464   | 448   | 507   | 562   | 573   | 866   |

График промене броја становника у току последњих година